# Talala
Talala és un poble dels Estats Units a l'estat d'Oklahoma. Segons el cens del 2000 tenia 270 habitants.

## Demografia
Segons el cens del 2000, Talala tenia 270 habitants, 96 habitatges, i 72 famílies. La densitat de població era de 325,8 habitants per km².
Dels 96 habitatges en un 45,8% hi vivien nens de menys de 18 anys, en un 60,4% hi vivien parelles casades, en un 10,4% dones solteres, i en un 24% no eren unitats familiars. En el 24% dels habitatges hi vivien persones soles el 7,3% de les quals corresponia a persones de 65 anys o més que vivien soles. El nombre mitjà de persones vivint en cada habitatge era de 2,81 i el nombre mitjà de persones que vivien en cada família era de 3,32.
Per edats la població es repartia de la següent manera: un 33% tenia menys de 18 anys, un 8,9% entre 18 i 24, un 29,6% entre 25 i 44, un 20,4% de 45 a 60 i un 8,1% 65 anys o més.
L'edat mediana era de 32 anys. Per cada 100 dones de 18 o més anys hi havia 103,4 homes.
La renda mediana per habitatge era de 40.938 $ i la renda mediana per família de 50.357 $. Els homes tenien una renda mediana de 34.583 $ mentre que les dones 23.750 $. La renda per capita de la població era de 14.604 $. Entorn del 10% de les famílies i el 12,1% de la població estaven per davall del llindar de pobresa.

## Poblacions més properes
El següent diagrama mostra les poblacions més properes.